# シナボン

シナボンのロゴ

シナボン (Cinnabon) は、本社をジョージア州アトランタに置くアメリカ合衆国の菓子パン類のチェーン店である。また、同店の主力商品のシナモンロールの名称でもある。シナモンロールの他、コーヒー、ミルクシェイク、チュロスなどを扱う。

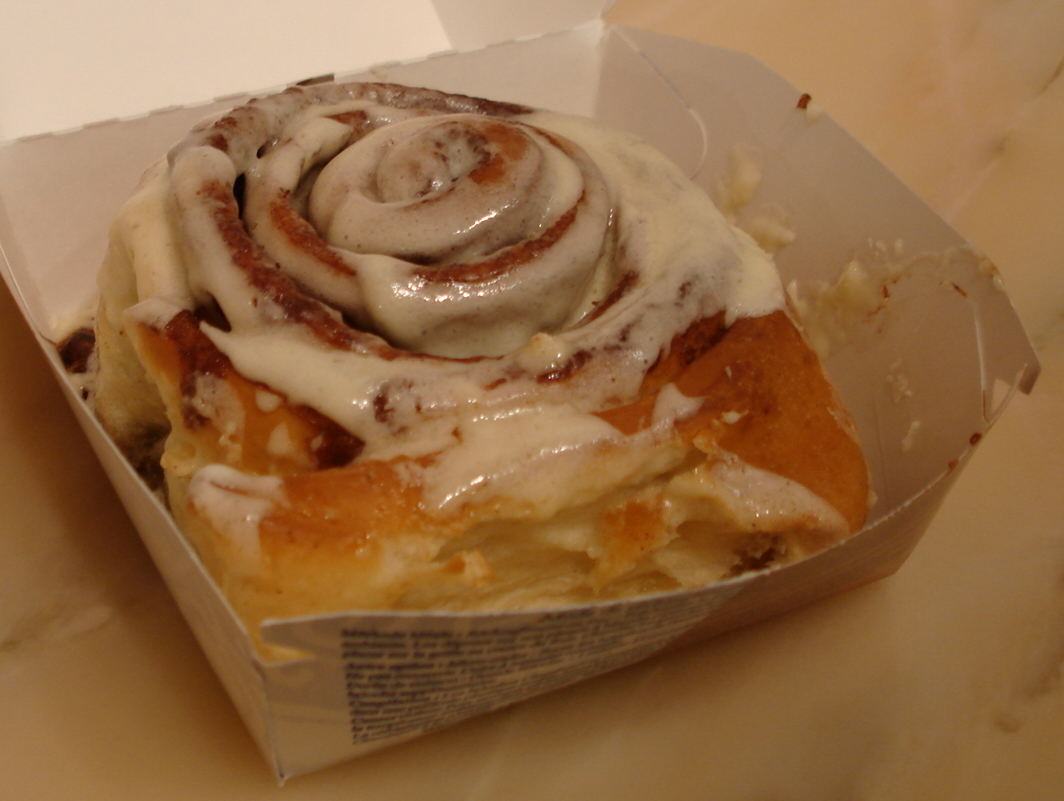
シナボン

## 概要

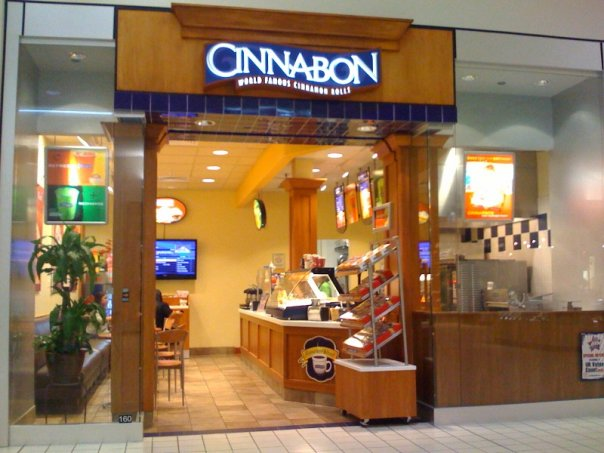
モール内のシナボン店舗。カリフォルニア州トレイシーにて

シナボン社の主力商品は、フロストシュガーをかけた大きなシナモンロール、「シナボン」（Cinnabon Classic）であり、シナモンロール類の他にブレンドコーヒーやフレーバーコーヒー、コーヒー味の冷たい飲み物も扱っている。シナボン社の所有権は、以前はAFCエンタープライゼズ（AFC Enterprises）が所有していたが、2004年フォーカス ・ブランズ（Focus Brands）に売却された。
シナボンの第一号店は1985年12月4日、ワシントン州シアトルのシータックモール（Sea Tac Mall、現ザ・コモンズ・アット・フェデラルウェイ）に開店した。当初の商品は「シナボン」のみであった。1986年にフランチャイズ第一号店がペンシルベニア州フィラデルフィアに開店した。2012年11月の時点で、世界51カ国に約900店舗を構える。
シナボンの出店には、かつてはショッピングモール等人出の多い立地を選ぶ傾向があった。1991年、モール以外では初めてのシナボンがデトロイトのウェイン郡空港に開店した。今日では、シナボンの店舗は軍事基地、大学構内（カフェテリアなど）、テーマパークなどでも運営されている。
シアトルズベストコーヒーのシナモン風味のコーヒーは「シナボン」と命名されている。ピルズベリー社は、自社製品グランズ ・シナモンロール（Grands cinnamon rolls）とシナモン・トースター・ストルーデル（Cinnamon Toaster Strudel）にシナボンのシナモンを使用している。

## 語源
シナモンの「シナ」と、フランス語で「良い」を意味する「ボン」の造語といわれている。

## 日本での展開
日本では、ラーメンのチェーン店を展開するスガキコシステムズが子会社を設立。1999年に、東京都武蔵野市吉祥寺に1号店をオープン。当初から行列ができる話題の店になったが、次第に客足が遠のいて2009年に撤退した。
2012年に、シアトルズベストコーヒーを運営するブランドパートナーズ社によって日本再進出を図り、同年11月に六本木に1号店をオープンした。
2024年現在は、JR九州グループで外食事業を担うJR九州ファーストフーズが運営している。シアトルズベストコーヒーと併設されている店舗が多く、コーヒーなどのドリンクと一緒に食べられている。
2024年現在、関東地方に11店舗、関西地方に2店舗、中国地方に3店舗、九州地方に12店舗を構える。
なお、横須賀基地や沖縄の宜野湾市のキャンプ・フォスターなど米軍基地内には店舗があるが、基地に入る事が出来ない一般人は利用出来ない。嘉手納基地など、シナボンの店舗が無い米軍基地でも、コンビニやフードコートの一角で売られている。

## 変遷
- 1985年 アメリカ合衆国シアトルで誕生
- 1986年 フランチャイズ第一号店がペンシルベニア州フィラデルフィアにオープン
- 1999年 シナボン販売の日本第1号店が東京吉祥寺にオープン
- 2009年 日本市場より完全撤退
- 2012年11月15日 再進出の1号店が六本木にオープン